# Bajorhegyi Ádám
Bajorhegyi Ádám (Szeged, 1980. november 17. –) magyar kézilabdázó, a Eger-Eszterházy SzSE csapatának játékosa.

## Eredményei
- Nemzeti Bajnokság I:
  - Ezüstérmes: 2011
- Nemzeti Bajnokság I/B:
  - Győztes: 2006
- Magyar Kupa:
  - Döntős:  2012